# Dev Joshi
Dev Dushyant Kumar Joshi (né le 28 octobre 2000 à Ahmedabad) est un acteur indien.
Il a été sélectionné comme astronaute pour la mission Projet DearMoon.

## Biographie
Dev Joshi a été élevé à Ahmedabad, Gujarat par ses parents Dushyant Joshi et Devangna Joshi,. Il fréquente L.D. Arts College, Ahmedabad en tant qu'étudiant en sciences politiques.